# Weissensee (Carinthie)
Pour les articles homonymes, voir Weissensee.
Weissensee est une commune autrichienne du district de Spittal an der Drau dans le land de Carinthie. Le village d'altitude et une destination touristique au bord du lac Weissensee. Weissensee est un membre de l'association des Perles des Alpes.

## Géographie
La commune se trouve dans les Alpes de Gailtal, à une altitude de 930 m. Le territoire communal comprend la plupart du Weissensee (lac Blanc), le quatrième lac en Carinthie, sauf pour une petite partie à l'est appartenant à la municipalité de Stockenboi. Le chef-lieu est Techendorf, la municipalité a été renommée en 1968 pour des raisons touristiques.
Weissensee est un jalon sur le sentier européen E10.